# Islandia na Letnich Igrzyskach Olimpijskich 2012
Islandię na Letnich Igrzyskach Olimpijskich 2012, które odbyły się w Londynie, reprezentowało 28 zawodników.
Był to dwudziesty start reprezentacji Islandii na letnich igrzyskach olimpijskich.

## Reprezentanci

### Badminton
| Zawodniczka         | Konkurencja           | Faza grupowa                         | Faza grupowa             | Faza grupowa     | 1/8              | Ćwierćfinały     | Półfinały        | Finał            | Finał   |
| Zawodniczka         | Konkurencja           | Przeciwnik Wynik                     | Przeciwnik Wynik         | Przeciwnik Wynik | Przeciwnik Wynik | Przeciwnik Wynik | Przeciwnik Wynik | Przeciwnik Wynik | Pozycja |
| ------------------- | --------------------- | ------------------------------------ | ------------------------ | ---------------- | ---------------- | ---------------- | ---------------- | ---------------- | ------- |
| Ragna Ingólfsdóttir | Gra pojedyncza kobiet | Akvilė Stapušaitytė W (21:10, 21:16) | Yao Jie P (12:21, 23:21) |                  |                  |                  |                  |                  |         |

### Judo
Mężczyźni
| Zawodnik              | Konkurencja | 1/16                     | 1/8              | Ćwierćfinały     | Półfinały        | Repesaż 1        | Repesaż 2        | Repesaż 3        | Finał            | Finał   |
| Zawodnik              | Konkurencja | Przeciwnik Wynik         | Przeciwnik Wynik | Przeciwnik Wynik | Przeciwnik Wynik | Przeciwnik Wynik | Przeciwnik Wynik | Przeciwnik Wynik | Przeciwnik Wynik | Pozycja |
| --------------------- | ----------- | ------------------------ | ---------------- | ---------------- | ---------------- | ---------------- | ---------------- | ---------------- | ---------------- | ------- |
| Þormóður Árni Jónsson | +100 kg     | Rafael Silva P (000-100) |                  |                  |                  |                  |                  |                  |                  |         |

### Lekkoatletyka

#### Kobiety
Konkurencje techniczne
| Konkurencja    | Zawodnik           | Eliminacje | Eliminacje | Finał    | Finał   |
| Konkurencja    | Zawodnik           | Rezultat   | Pozycja    | Rezultat | Pozycja |
| -------------- | ------------------ | ---------- | ---------- | -------- | ------- |
| Rzut oszczepem | Ásdís Hjálmsdóttir | 62.77      | 8.         | 59.08    | 11.     |

#### Mężczyźni
Konkurencje biegowe
| Konkurencja | Zawodnik             | Runda 1  | Runda 1 | Runda 2  | Runda 2 | Półfinał | Półfinał | Finał    | Finał   |
| Konkurencja | Zawodnik             | Rezultat | Pozycja | Rezultat | Pozycja | Rezultat | Pozycja  | Rezultat | Pozycja |
| ----------- | -------------------- | -------- | ------- | -------- | ------- | -------- | -------- | -------- | ------- |
| Maraton     | Kári Steinn Karlsson |          |         |          |         |          |          | 2:18:47  | 42.     |

Konkurencje techniczne
| Konkurencja    | Zawodnik                 | Eliminacje | Eliminacje | Finał    | Finał   |
| Konkurencja    | Zawodnik                 | Rezultat   | Pozycja    | Rezultat | Pozycja |
| -------------- | ------------------------ | ---------- | ---------- | -------- | ------- |
| Pchnięcie kulą | Óðinn Björn Þorsteinsson | 17.62      | 18.        |          |         |

### Piłka ręczna
Skład
Trener: Guðmundur Þórður Guðmundsson
- Björgvin Páll Gústavsson
- Vignir Svavarsson
- Kári Kristjánsson
- Aron Pálmarsson
- Ingimundur Ingimundarson
- Ásgeir Örn Hallgrímsson
- Arnór Atlason
- Guðjón Valur Sigurðsson
- Snorri Steinn Guðjónsson
- Ólafur Stefánsson
- Alexander Petersson
- Hreiðar Guðmundsson
- Sverre Andreas Jakobsson
- Róbert Gunnarsson
- Ólafur Bjarki Ragnarsson

Faza grupowa
| Zespół          | M | Z | R | P | G + | G -  | +/- | Pkt |
| --------------- | - | - | - | - | --- | ---- | --- | --- |
| Islandia        | 5 | 5 | 0 | 0 | 167 | 132  | +35 | 10  |
| Francja         | 5 | 4 | 0 | 1 | 159 | 110  | +49 | 8   |
| Szwecja         | 5 | 3 | 0 | 2 | 156 | 115  | +41 | 6   |
| Tunezja         | 5 | 2 | 0 | 3 | 121 | 125  | -4  | 4   |
| Argentyna       | 5 | 1 | 0 | 4 | 113 | 138  | -25 | 2   |
| Wielka Brytania | 5 | 0 | 0 | 5 | 96  | -192 | -96 | 0   |

| 29 lipca 20129:30 WEST | Islandia | 31:26(15:14) | Argentyna | Copper Box, Londyn, Wielka Brytania Sędzia: Lars Geipel, Marcus Helbig |
| 29 lipca 20129:30 WEST | Guðjón Valur Sigurðsson 9 · Ólafur Stefánsson 6 · Róbert Gunnarsson 4 · Arnór Atlason 3 · Aron Pálmarsson 3 · Ingimundur Ingimundarson 3 · Ásgeir Örn Hallgrímsson 2 · Alexander Petersson 1 | 31:26(15:14) | 5 Diego Esteban Simonet · 4 Federico Gaston Fernandez · 4 Sebastián Simonet · 3 Andres Kogovsek · 3 Federico Pizarro · 1 Gonzalo Matias Carou · 1 Damian Emmanuel Migueles | Copper Box, Londyn, Wielka Brytania Sędzia: Lars Geipel, Marcus Helbig |
| 29 lipca 20129:30 WEST | 6× · 3× · 0× | 31:26(15:14) | 1× · 3× · 0× | Copper Box, Londyn, Wielka Brytania Sędzia: Lars Geipel, Marcus Helbig |

| 31 lipca 20129:30 WEST | Tunezja | 22:32(8:19) | Islandia | Copper Box, Londyn, Wielka Brytania Sędzia: Mohamed Al-Nuaimi, Omar Almarzooqi Omar, |
| 31 lipca 20129:30 WEST | Amine Bannour 10 · Heykel Megannem 3 · Issam Tej 3 · Oussama Boughanmi 2 · Wissem Hmam 2 · Jaleleddine Touati 1 | 22:32(8:19) | 8 Aron Pálmarsson · 7 Guðjón Valur Sigurðsson · 5 Alexander Petersson · 3 Ingimundur Ingimundarson · 3 Snorri Steinn Guðjónsson · 3 Ólafur Stefánsson · 1 Arnór Atlason · 1 Ásgeir Örn Hallgrímsson · 1 Róbert Gunnarsson | Copper Box, Londyn, Wielka Brytania Sędzia: Mohamed Al-Nuaimi, Omar Almarzooqi Omar, |
| 31 lipca 20129:30 WEST | 3× · 4× · 0× | 22:32(8:19) | 5× · 4× · 0× | Copper Box, Londyn, Wielka Brytania Sędzia: Mohamed Al-Nuaimi, Omar Almarzooqi Omar, |

| 2 sierpnia 201221:15 WEST | Szwecja | 32:33(13:17) | Islandia | Copper Box, Londyn, Wielka Brytania Sędzia: Ǵorgi Naczewski, Sławe Nikołow |
| 2 sierpnia 201221:15 WEST | Jonas Källman 9 · Kim Ekdahl du Rietz 8 · Kim Andersson 6 · Dalibor Doder 3 · Niclas Ekberg 3 · Andreas Nilsson 2 · Tobias Karlsson 1 | 32:33(13:17) | 9 Aron Pálmarsson · 7 Guðjón Valur Sigurðsson · 5 Alexander Petersson · 5 Ólafur Stefánsson · 3 Arnór Atlason · 2 Ingimundur Ingimundarson · 1 Róbert Gunnarsson · 1 Ásgeir Örn Hallgrímsson | Copper Box, Londyn, Wielka Brytania Sędzia: Ǵorgi Naczewski, Sławe Nikołow |
| 2 sierpnia 201221:15 WEST | 3× · 3× · 0× | 32:33(13:17) | 8× · 4× · 0× | Copper Box, Londyn, Wielka Brytania Sędzia: Ǵorgi Naczewski, Sławe Nikołow |

| 4 sierpnia 201219:30 WEST | Islandia | 30:29(16:15) | Francja | Copper Box, Londyn Sędzia: Nenad Kristić, Peter Ljubić |
| 4 sierpnia 201219:30 WEST | Alexander Petersson 6 · Aron Pálmarsson 5 · Guðjón Valur Sigurðsson 5 · Róbert Gunnarsson 4 · Ólafur Stefánsson 4 · Arnór Atlason 3 · Snorri Steinn Guðjónsson 1 · Ingimundur Ingimundarson 1 · Kári Kristjánsson 1 | 30:29(16:15) | 9 Federico Gastón Fernández · 4 Samuel Honrubia · 4 Nikola Karabatić · 4 Cédric Sorhaindo · 3 Luc Abalo · 2 Michaël Guigou · 2 Daniel Narcisse · 1 Bertrand Gille | Copper Box, Londyn Sędzia: Nenad Kristić, Peter Ljubić |
| 4 sierpnia 201219:30 WEST | 7× · 3× · 0× | 30:29(16:15) | 4× · 2× · 0× | Copper Box, Londyn Sędzia: Nenad Kristić, Peter Ljubić |

| 6 sierpnia 201216:15 WEST | Islandia | 41:24(18:15) | Wielka Brytania | Copper Box, Londyn, Wielka Brytania Sędzia: Mansour Abdulla, Saleh Jamaan Bamutref |
| 6 sierpnia 201216:15 WEST | Guðjón Valur Sigurðsson 8 · Vignir Svavarsson 5 · Aron Pálmarsson 5 · Alexander Petersson 5 · Ásgeir Örn Hallgrímsson 4 · Snorri Steinn Guðjónsson 3 · Ólafur Stefánsson 3 · Arnór Atlason 2 · Róbert Gunnarsson 2 · ngimundur Ingimundarson 2 · Kári Kristjánsson 2 | 41:24(18:15) | 9 Steven Larsson · 4 Mark Hawkins · 4 Christopher Mohr · 2 Christopher McDermott · 1 Robin Garnham · 1 Martin Hare · 1 John Pearce · 1 Gawain Vincent · 1 Ciaran Williams | Copper Box, Londyn, Wielka Brytania Sędzia: Mansour Abdulla, Saleh Jamaan Bamutref |
| 6 sierpnia 201216:15 WEST | 4× · 3× · 0× | 41:24(18:15) | 5× · 3× · 0× | Copper Box, Londyn, Wielka Brytania Sędzia: Mansour Abdulla, Saleh Jamaan Bamutref |

Faza pucharowa
|  |              |              |              |           |    |           |           |           |                   |                   |                   |       |       |
|  | Ćwierćfinały | Ćwierćfinały | Ćwierćfinały |           |    | Półfinały | Półfinały | Półfinały |                   |                   | Finał             | Finał | Finał |
|  | Ćwierćfinały | Ćwierćfinały | Ćwierćfinały |           |    | Półfinały | Półfinały | Półfinały |                   |                   | Finał             | Finał | Finał |
|  |              |              |              |           |    |           |           |           |                   |                   |                   |       |       |
|  |              |              |              |           |    |           |           |           |                   |                   |                   |       |       |
|  | Islandia     | Islandia     | 33           |           |    |           |           |           |                   |                   |                   |       |       |
|  | Islandia     | Islandia     | 33           |           |    |           |           |           |                   |                   |                   |       |       |
|  | Węgry        | Węgry        | 34           |           |    |           |           |           |                   |                   |                   |       |       |
|  | Węgry        | Węgry        | 34           |           |    | Węgry     | Węgry     | 26        |                   |                   |                   |       |       |
|  |              |              |              |           |    | Węgry     | Węgry     | 26        |                   |                   |                   |       |       |
|  |              |              | Szwecja      | Szwecja   | 27 |           |           |           |                   |                   |                   |       |       |
|  | Szwecja      | Szwecja      | Szwecja      | Szwecja   | 27 | 24        |           |           |                   |                   |                   |       |       |
|  | Szwecja      | Szwecja      |              |           |    |           |           |           |                   |                   |                   |       |       |
|  | Dania        | Dania        | 22           |           |    |           |           |           |                   |                   |                   |       |       |
|  | Dania        | Dania        | 22           |           |    | Szwecja   | Szwecja   | 21        |                   |                   |                   |       |       |
|  |              |              |              |           |    |           | Szwecja   | 21        |                   |                   |                   |       |       |
|  |              |              | Francja      | Francja   | 22 |           |           |           |                   |                   |                   |       |       |
|  | Francja      | Francja      | Francja      | Francja   | 22 | 23        |           |           |                   |                   |                   |       |       |
|  | Francja      | Francja      |              |           |    |           |           |           |                   |                   |                   |       |       |
|  | Hiszpania    | Hiszpania    | 22           |           |    |           |           |           |                   |                   |                   |       |       |
|  | Hiszpania    | Hiszpania    | 22           |           |    | Francja   | Francja   | 25        | Mecz o 3. miejsce | Mecz o 3. miejsce | Mecz o 3. miejsce |       |       |
|  |              |              |              |           |    | Francja   | Francja   | 25        | Mecz o 3. miejsce | Mecz o 3. miejsce | Mecz o 3. miejsce |       |       |
|  |              |              | Chorwacja    | Chorwacja | 22 |           |           |           |                   |                   |                   |       |       |
|  | Tunezja      | Tunezja      | Chorwacja    | Chorwacja | 22 | 23        |           |           |                   |                   |                   |       |       |
|  | Tunezja      | Tunezja      |              |           |    |           |           | Węgry     | Węgry             | 26                |                   |       |       |
|  | Chorwacja    | Chorwacja    | 25           |           |    |           |           |           | Węgry             | 26                |                   |       |       |
|  | Chorwacja    | Chorwacja    | 25           |           |    |           |           | Chorwacja | Chorwacja         | 33                |                   |       |       |
|  |              |              |              |           |    |           |           |           | Chorwacja         | 33                |                   |       |       |

| 8 sierpnia 201211:00 WEST | Islandia | 33:34 (pd.)(12:16) | Węgry | Copper Box, Londyn Sędzia: Lazaar Nordine, Reveret Laurent, |
| 8 sierpnia 201211:00 WEST | Guðjón Valur Sigurðsson 8 · Aron Pálmarsson 7 · Alexander Petersson 6 · Róbert Gunnarsson 5 · Arnór Atlason 4 · Ólafur Stefánsson 3 | 33:34 (pd.)(12:16) | 9 László Nagy · 5 Gergő Iváncsik · 5 Gergely Harsányi · 4 Barna Putics · 3 Gábor Császár · 3 Máté Lékai · 3 Szabolcs Zubai · 1 Ferenc Ilyés · 1 Timuzsin Schuch | Copper Box, Londyn Sędzia: Lazaar Nordine, Reveret Laurent, |
| 8 sierpnia 201211:00 WEST | 2× · 3× · 0× | 33:34 (pd.)(12:16) | 4× · 3× · 0× | Copper Box, Londyn Sędzia: Lazaar Nordine, Reveret Laurent, |

### Pływanie
Kobiety
| Zawodniczka                                                                      | Konkurencja            | Eliminacje | Eliminacje | Półfinał | Półfinał | Finał | Finał   |
| Zawodniczka                                                                      | Konkurencja            | Czas       | Miejsce    | Czas     | Miejsce  | Czas  | Miejsce |
| -------------------------------------------------------------------------------- | ---------------------- | ---------- | ---------- | -------- | -------- | ----- | ------- |
| Sarah Blake Bateman                                                              | 50 m st. dowolnym      | 25.28      | 16.        |          |          |       |         |
| Sarah Blake Bateman                                                              | 100 m st. motylkowym   | 59.87      | 32.        |          |          |       |         |
| Eygló Ósk Gústafsdóttir                                                          | 100 m st. grzbietowym  | 1:02.40    | 32.        |          |          |       |         |
| Eygló Ósk Gústafsdóttir                                                          | 200 m st. grzbietowym  | 2:11.31    | 20.        |          |          |       |         |
| Eygló Ósk Gústafsdóttir                                                          | 200 m st. zmiennym     | 2:16.81    | 28.        |          |          |       |         |
| Hrafnhildur Lúthersdóttir                                                        | 200 m st. grzbietowym  | 2:29.60    | 28.        |          |          |       |         |
| Sarah Bateman Eygló Ósk Gústafsdóttir Eva Hannesdóttir Hrafnhildur Lúthersdóttir | 4 × 100 m st. zmiennym | 4:07.09    | 15.        |          |          |       |         |

Mężczyźni
| Zawodnik               | Konkurencja           | Eliminacje | Eliminacje | Półfinał | Półfinał | Finał | Finał   |
| Zawodnik               | Konkurencja           | Czas       | Miejsce    | Czas     | Miejsce  | Czas  | Miejsce |
| ---------------------- | --------------------- | ---------- | ---------- | -------- | -------- | ----- | ------- |
| Árni Már Árnason       | 50 m st. dowolnym     | 22.81      | 32.        |          |          |       |         |
| Anton Sveinn McKee     | 1500 m st. dowolnym   | 15:29.40   | 25.        |          |          |       |         |
| Anton Sveinn McKee     | 400 m st. zmiennym    | 4:25.06    | 31.        |          |          |       |         |
| Jakob Jóhann Sveinsson | 100 m st. grzbietowym | 1:02.65    | 36.        |          |          |       |         |
| Jakob Jóhann Sveinsson | 200 m st. grzbietowym | 2:16.72    | 31.        |          |          |       |         |

### Strzelectwo
Mężczyźni
| Zawodnik             | Konkurencja             | Kwalifikacje | Kwalifikacje | Finał | Finał   |
| Zawodnik             | Konkurencja             | Wynik        | Pozycja      | Wynik | Pozycja |
| -------------------- | ----------------------- | ------------ | ------------ | ----- | ------- |
| Ásgeir Sigurgeirsson | pist. pneumatyczny 10 m | 580          | 14.          |       |         |
| Ásgeir Sigurgeirsson | pistolet dowolny 50 m   | 544          | 32.          |       |         |